# Trębaczew (powiat pajęczański)
'Trębaczew (dawniej Trębaczów)' – wieś w Polsce położona w województwie łódzkim, w powiecie pajęczańskim, w gminie Działoszyn.
W latach 1975–1998 miejscowość należała administracyjnie do województwa sieradzkiego.

## Historia
Miejscowość powstała przed 1328, pierwsza wzmianka w dokumentach zakonu oo. Paulinów z Wielunia. Od 1450 własność prywatna i folwark. W XV wieku liczy 103 domy i 619 mieszkańców, folwark 5 domów i 32 mieszkańców, a osada poduchowna 3 domy i 20 mieszkańców. W latach 1807–1813 w Księstwie Warszawskim.
Do 1939 roku wieś nazywała się Trębaczów. Podczas II wojny światowej okupacyjne władze niemieckie zmieniły nazwę miejscowości na Trümmerfeld. W latach 50. XX wieku nastąpiła kolejna zmiana nazwy – z Trębaczów na obecną.
29 czerwca 1957 w miejscowości erygowano parafię rzymskokatolicką pw. Nawiedzenia Najświętszej Maryi Panny w dekanacie Działoszyn.
1,7 km na pół.-zach. od wsi znajduje się Stacja Elektroenergetyczna 400/110 kV „Trębaczew” 51°08′33,3″N 18°54′26,5″E/51,142583 18,907361 do której dochodzi jednotorowa linia blokowa 400 kV o długości 42,5 km z elektrowni Bełchatów.

## Oświata
We wsi działa obecnie Zespół Szkół, utworzony z dniem 1 września 2015 roku, na mocy Uchwały Rady Miejskiej w Działoszynie, w skład którego wchodzi:
- Publiczne Przedszkole im. Jasia i Małgosi w Trębaczewie
- Szkoła Podstawowa im. ks. Jana Twardowskiego w Trębaczewie
- Gimnazjum w Trębaczewie (do 2017 roku)